# Schmale Aue
Die Schmale Aue, im Unterlauf auch nur Aue genannt, ist ein 26,9 km langer, südsüdöstlicher und orographisch rechter Zufluss der Seeve in der nördlichen Lüneburger Heide. Sie fließt in den niedersächsischen Landkreisen Heidekreis und Harburg.

## Verlauf
Die Schmale Aue entspringt in den Garlstorfer Bergen, einem Naturraum der zur Lüneburger Heide gehörenden Hohen Heide. Ihre Quelle liegt in einem Moor südsüdöstlich von Volkwardingen, einem nördlichen Gemeindeteil von Bispingen, an der Wasserscheide zwischen Elbe und Weser.
Die Schmale Aue fließt in Richtung Nordnordosten, nimmt von links den Sprengebach auf, biegt nach Norden und überquert die Grenze zur Gemeinde Egestorf. Dann nimmt sie in deren Ortsteil Döhle von links den Kiesmoorbach sowie auf ihrem weiteren Weg nach Norden von rechts den Hornbach und von links den Radenbach auf. Danach ändert die Schmale Aue ihren Verlauf nach Nordnordwesten. An der Egestorfer Sudermühle ist sie zu einem Mühlenteich aufgestaut, zwischen den Egestorfer Ortsteilen Sahrendorf und Schätzendorf nimmt sie von rechts den Büner Bach auf und überquert dann die Grenze zur Gemeinde Hanstedt. Auf ihrem Weg durch das Gemeindegebiet nimmt sie von rechts den Hummingen-Bach, von links den Ortbach, von links den Langenbach und von rechts den Großen Bach auf, bevor sie die Gemeinde Marxen erreicht. Dort ist sie auf weiten Strecken Grenzbach zur Gemeinde Asendorf, aus der ihr von links der Moorbach zufließt.
Die Schmale Aue mündet zwischen Jesteburg im Südwesten und Marxen im Ostsüdosten von rechts in den bis dort zwar etwa 5 km kürzeren, aber wasserreicheren Elbe-Zufluss Seeve.

## Tal und Einzugsgebiet
Die Schmale Aue entwässert den nordöstlichen Abhang der Hohen Heide im Bereich des Wilseder Berges. Dazu gehört auch der Talkessel des Totengrundes. Oberhalb von Sudermühlen ist das Tal weiträumig mit meist geringen Hangneigungen, danach aber ist es für das norddeutsche Tiefland außergewöhnlich stark reliefiert und zugleich das tiefste Tal der Lüneburger Heide mit einem Maximalwert von über 90 Metern zwischen den Hanstedter Bergen (129 m) und dem Ahrberg (145 m).

## Flora und Fauna
Im Bach kommt das Bachneunauge vor. An Fischen sind Äsche, Bachforelle und Meerforelle beheimatet. Das Gewässer ist teilweise FFH-Gebiet. Die Schmale Aue ist im Oberlauf, im Bereich von Volkwardingen, kritisch belastet (Güteklasse II–III) und im Unterlauf, mäßig belastet (Güteklasse II).

## Befahrungsregeln
Wegen intensiver Nutzung der Seeve durch Kanufahrer erließ der Landkreis Harburg 2002 eine Verordnung unter anderem für die Seeve, ihre Nebengewässer und der zugehörigen Uferbereiche, die den Lebensraum von Pflanzen und Tieren schützen soll. Seitdem ist das Befahren und Betreten der Schmalen Aue ganzjährig verboten.